# 비토 델라퀼라
비토 델라퀼라(이탈리아어: Vito Dell'Aquila, 이탈리아어 발음: [ˈviːto delˈlaːkwila], 2000년 11월 3일~)는 이탈리아의 태권도 선수이다. 2020년 하계 올림픽에서 플라이급 금메달을 획득했으며 세계 태권도 선수권 대회에서 금메달 1개, 동메달 1개를 획득했다.